# Széchenyi utcai református templom (Székesfehérvár)
A Széchenyi utcai református templom (gyakran belvárosi református templom, református régi templom) Székesfehérvár legrégibb protestáns temploma. Az impozáns, hófehér falú, zöld ablakos épület a belváros déli részén, a történelmi városmagtól délnyugatra, a forgalmas Széchenyi utcában áll. Eredetileg 1829 és 1837 között épült klasszicista stílusban. Ma is látható formáját 1844-ben érte el, ugyanis az egy évvel korábbi nagy tűzvészben teljesen kiégett.

## Története

### Az egyházközség rövid története
Az erős római katolikus város hírében álló, 1777 óta püspöki székhelynek számító Székesfehérvárott az első református gyülekezet már a 16. században megalakult. Az ellenreformáció azonban a 17. században fölszámolta azt, ezután pedig megakadályozták a nem katolikusok letelepedését a városban.
A Székesfehérvári Evangélium Szerint Reformált Gyülekezet 1824. január 11-én alakult meg 130 fővel Mészöly Imréné Pázmándy Katalin házánál. Első lelkészei Cserna István ősi-i lelkész és Dabasi-Halász Sámuel voltak, első kurátora pedig Ráckevei Pál asztalosmester volt. 1825-től a Sárszentmihályi egyházközség leányegyháza, 1840-től önálló.

### A templom története
A telket, melyen a templom megépült, 1827-ben vásárolta meg az egyházközség 1600 forintért. A templomot 2 évvel később kezdték el építeni. 1837. október 29-én került sor a felszentelésre Nagy Mihály kocsi lelkész által. Az új templom nem sokáig állt eredeti fényében, ugyanis az 1843. szeptember 5-i nagy tűzvész során leégett. Azonnal elkezdték az újjáépítést, így már 1844. december 1-én felszentelhette Bali Mihály esperes. Ekkorra készült el a szószék, a korona és a Mózes-szék. 1846-ban két harang került a toronyba. 1855. augusztus 1-én adták át a Jámbor György által faragott vörösmárvány úrasztalát. 1877-ben a gyülekezet orgonát és toronyórát készíttetett.
1906-ban elkészültek a tervek a torony megmagasítására és egy új harang beszerzésére. 1908. szeptember 1-én fejeződtek be a munkálatok, szeptember 18-ára a harang is elkészült. Október 11-én Antal Gábor püspök celebrálta a torony- és harangszentelési istentiszteletet. Az ünnepség igen nagyszabású volt.
Az első világháború idején a két nagyobb harangot hadicélokra elszállították; 1925-ben pótolták azokat közadakozásból. 1929-ben Mészáros Mihály vörösmárvány keresztelőkutat adományozott a templomnak. 1929. június 30-án kiadták a határozatot az épület megnagyobbítására: 1931. november 28-án elkészült az új vasbeton karzat 15 700 pengőből; a teljes építkezés 1932-ig tartott. 1932. március 1-én avatták a templomban a gyülekezet hősi halottainak emlékművét, melyet Kovács István presbiter és felesége készíttettek elsősorban fiuk emlékére.
A második világháborúban a két kisebb harangot emelték ki a toronyból hadicélból. 1944. szeptember 10-én súlyos találatok érték a templomot, a parókiát, az iskolát és a kultúrházat is egy bombatámadás során. Októberben intézkedtek a károk felméréséről, felszámolásáról és az anyagok megőrzéséről.
Az újjáépített templomot 1947. szeptember 7-én avatta föl Győry Elemér dunántúli püspök. Az épületet 20 évvel később ismét felújították: 1966. július 24-én fejeződött be a 95 ezer forint értékű külső-belső tatarozás. A torony felújítása 1977. június 26-án készült el.
Újabb teljes körű  renoválás csak 2011–2012-ben történt. A felújítás egyik jelképes eseményeként a toronycsillag alatt levő toronygombban időkapszulát helyeztek el, amely tartalmazza az építkezés aktuális információit, illetve a presbiterek és a lelkészek névsora mellett az alábbi idézetet is: „És íme, a csillag, amelyet láttak feltűnésekor, előttük ment, amíg meg nem érkeztek, és akkor megállt a fölött a hely fölött, ahol a gyermek volt. Amikor meglátták a csillagot, igen nagy volt az örömük.” (Máté 2,9-11). 2012. július 1-én szentelte fel a felújított templomot Steinbach József dunántúli püspök. Az ünnepség, amelyen Teleki Miklós orgonaművész és a  Csomasz Tóth Kálmán Kórus is fellépett, a fehérvári REND (Református Egyházi Napok Dunántúl) fesztivál utórendezvénye is volt egyben.

## Leírása
Szabadon álló, középtornyos, klasszicizáló, egyhajós, cseréptetős templom, keleti lezárása egyenes. Klasszicizáló főhomlokzata háromtengelyes, toszkán fejezetű falpillérekkel tagolt, timpanonos lezárással, egyenes záródású ablakokkal, középtengelyében kőkeretes ajtóval. A főhomlokzat síkjától visszaléptetett négyszöghasáb alakú torony alsó zónájához két oldalt lépcsősen tagolt oromfal kapcsolódik, a felső része toszkán fejezetű pilaszeterekkel tagolt, teljes főpárkány zárja minden oldalon timpanonokkal. A négyszögből nyolcszögbe átmenő, a timpanonok magasságából kissé kiemelkedő felsőzónát törtvonalú sisak zárja. A torony négy ablaka egyenes záródású, felettük órákkal.
Déli homlokzata öttengelyes, szalagkeretes nyílásai egyenes záródásúak, a második és a negyedik tengelyben álló felső ablakok félkörívesek, a középtengely kőkeretes kapuja a járószinttől egy lépcsővel emelkedik. Az északi homlokzat négytengelyes, szélső tengelyeinek alsó részén egyenes záradású, szalagkeretes vakablakok állnak, a középső tengelyekben félköríves záródású nyílások húzódnak. Mindkét homlokzat félköríves ablakait kis párkányok kötik össze, valamint szélső tengelyeit vízszintesen vonalazott falsávok fogják közre. A keleti homlokzat középtengelyében alul egyenes záródású ajtó, felül félköríves záródású ablak nyílik.
Az épületen azonos magasságú lábazat és teljes főpárkányzat fut körbe.

## Harangjai
A templom eredeti, 1846-ban felszentelt harangjai közül a nagyobbikat az 1908-ban készíttetett nagyharanggal együtt 1916. július 11-én 19 órakor elszállították hadicélokra. Pótlásuk 1925-ben, közadakozásból történt. Az eredeti kisharang az 1925-ben beszerzett kisebbikkel egyetemben 1943. október 17-én került kiemelésre ugyancsak háborús indokból.
A toronyban jelenleg két harang található.
A nagyharangot Ifj. Walser Ferenc öntötte Budapesten 1925-ben. Súlya 630 Kg, hangja: G1, alsó átmérője: 102 cm. Minden nap délben megszólal, ezen kívül az egész órákat üti el. A kisharangot Gombos Miklós öntötte Őrbottyánban 1994-ben. Súlya: 185 Kg, hangja: D2, alsó átmérője: 68 cm. Csak vasárnap szól a nagyharang mellett, illetve a negyed órákat üti el.

## A parókia és az általános iskola
Közvetlenül a templom mellett található a parókia épülete és a Talentum Református Általános Iskola Archiválva 2018. január 24-i dátummal a Wayback Machine-ben.

### Az iskola története
1869. november 21-én vásárolt meg az egyházközség 5000 forintért egy házat a jelenlegi iskolaépület helyén iskola kialakításának céljából. 1870 őszén megnyílt az intézmény az épület átalakítása után. 1884–85-ben készült egy új épület a régi helyén közadakozásból, emellett megszervezték a második tanítói állást, valamint a hitoktatói segédlelkészi státuszt. 1923-ban történt egy emeletráépítés, 1933-ban pedig az egész iskola átépült. 1935-ben az iskolát és a keresztes házat átalakították kultúrházzá. A második világháború idején az iskolaépület is súlyos károkat szenvedett. 1947-ben elkészültek a tervek az újjáépítésre, amire nem sokkal később sor is került. Az 1950-es években államosították az intézményt, amit a rendszerváltás után az egyházközség visszaigényelt, így 2002-ben megindult az oktatás a Székesfehérvári Református Általános Iskolában. 2010-ben fölvette a Talentum Református Általános Iskola nevet és elnyerte a Fejér Megyei Prima díjat.

## Galéria

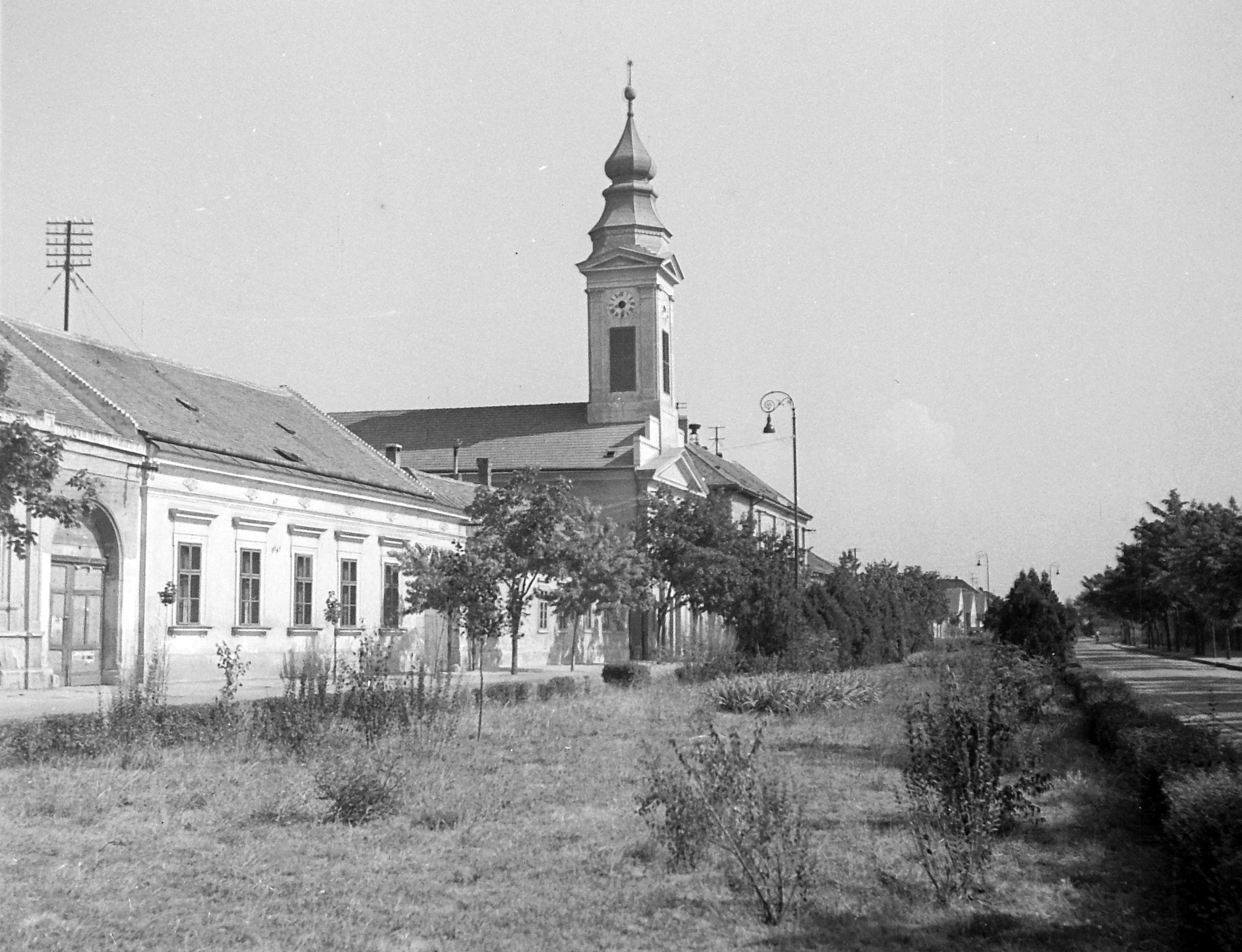
1954-ben
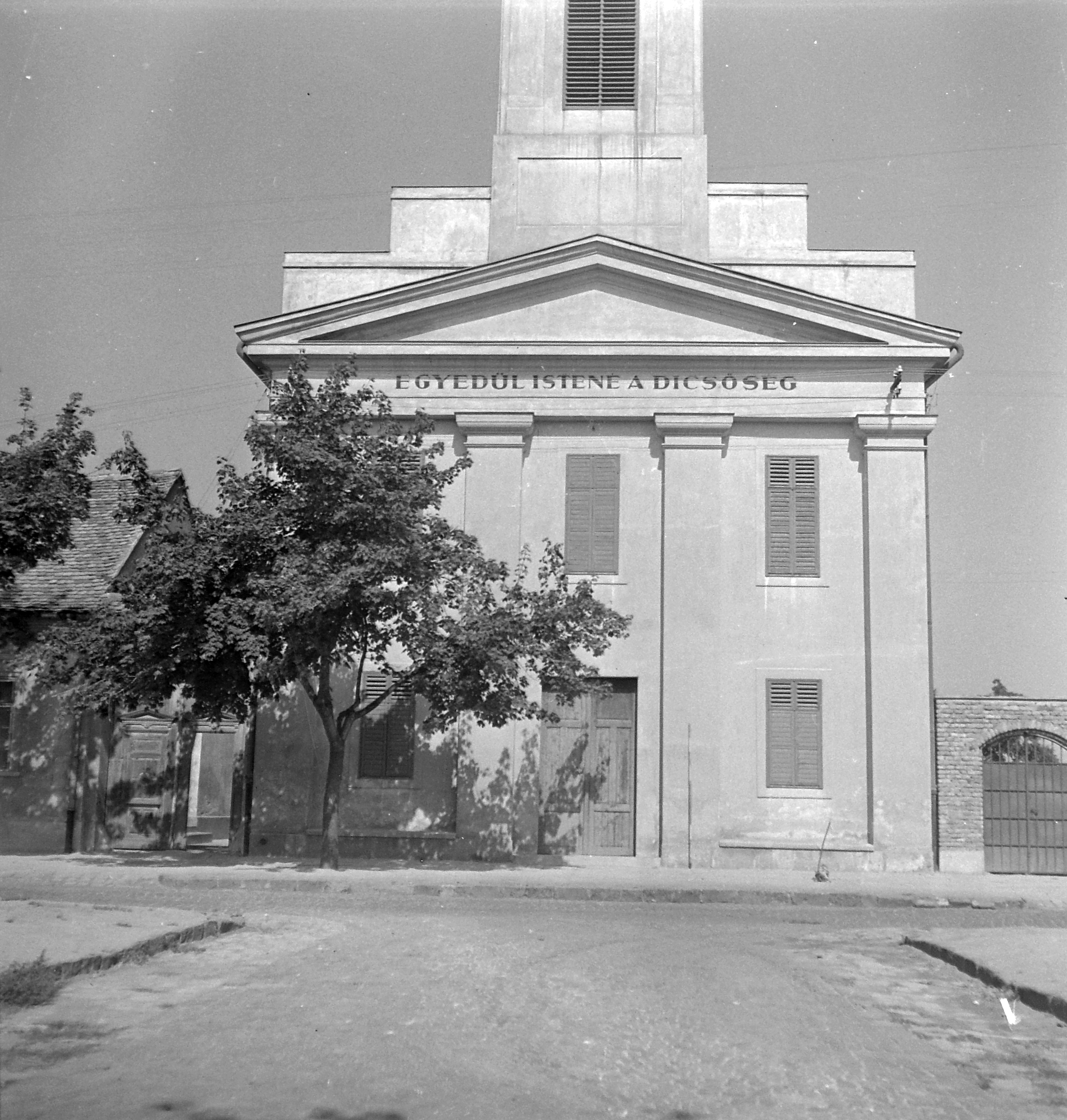
1954-ben
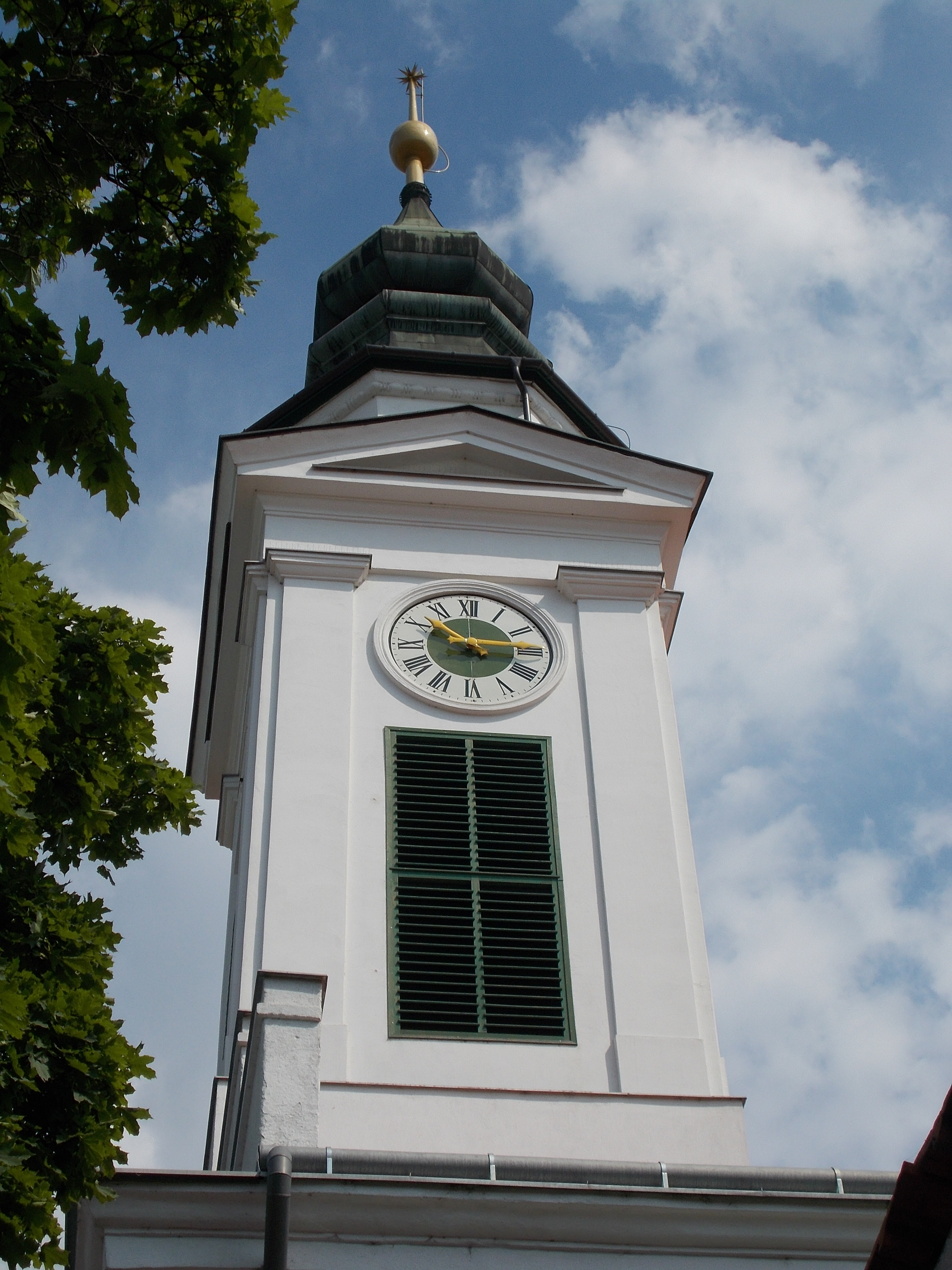
Harangtorony
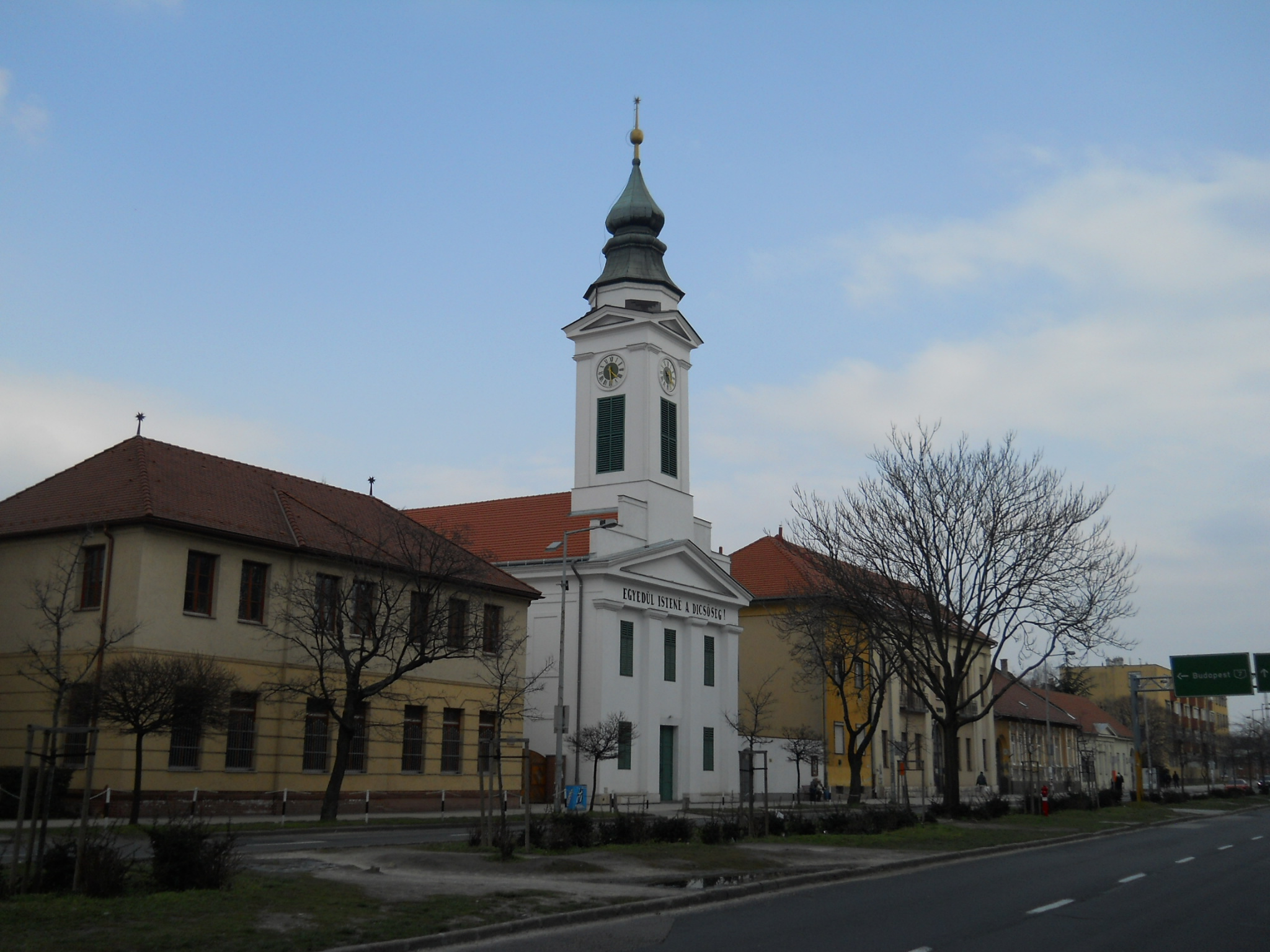
A templomtól balra a parókia, jobbra az általános iskola
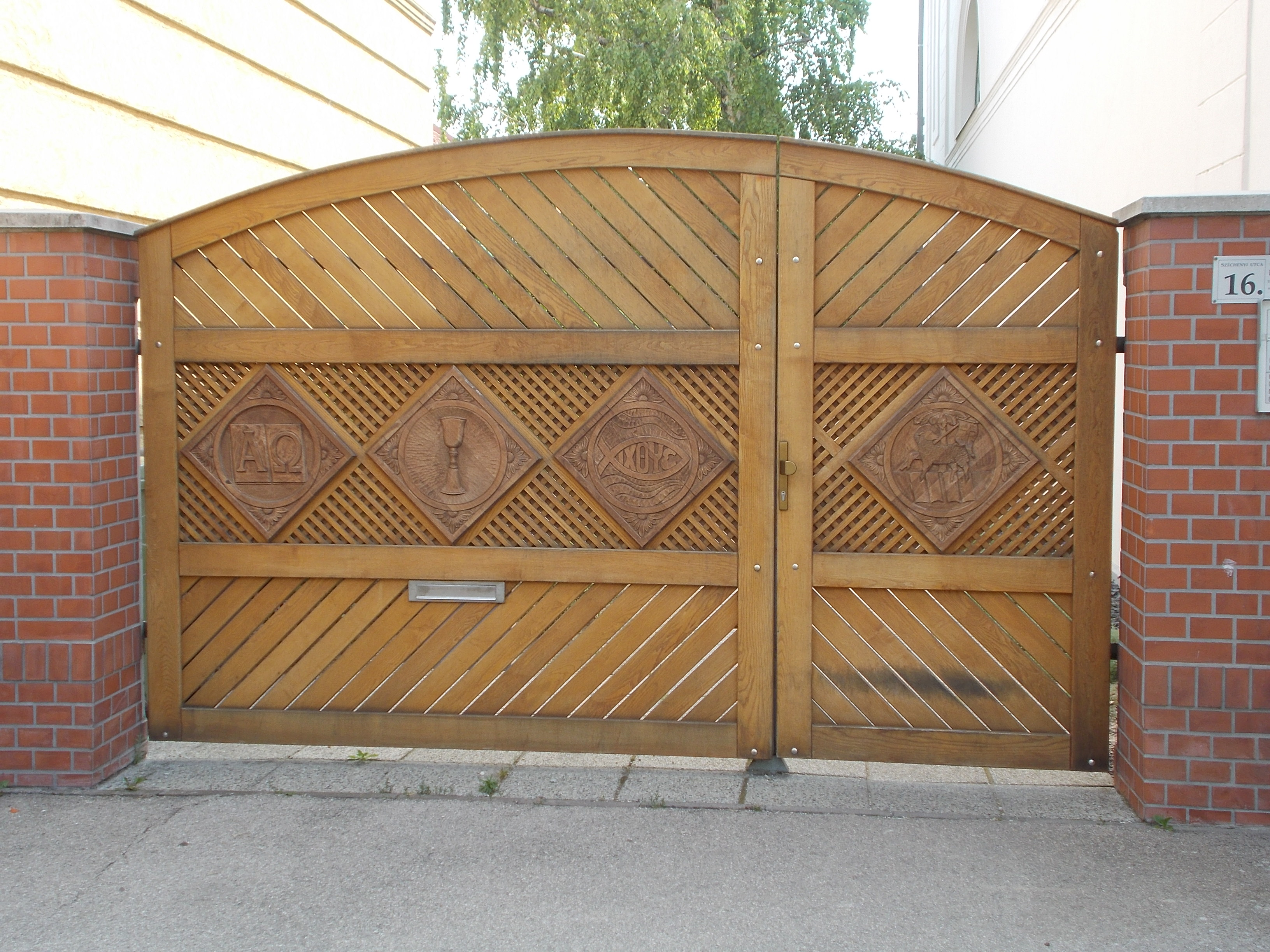
A parókia udvarának kapuja
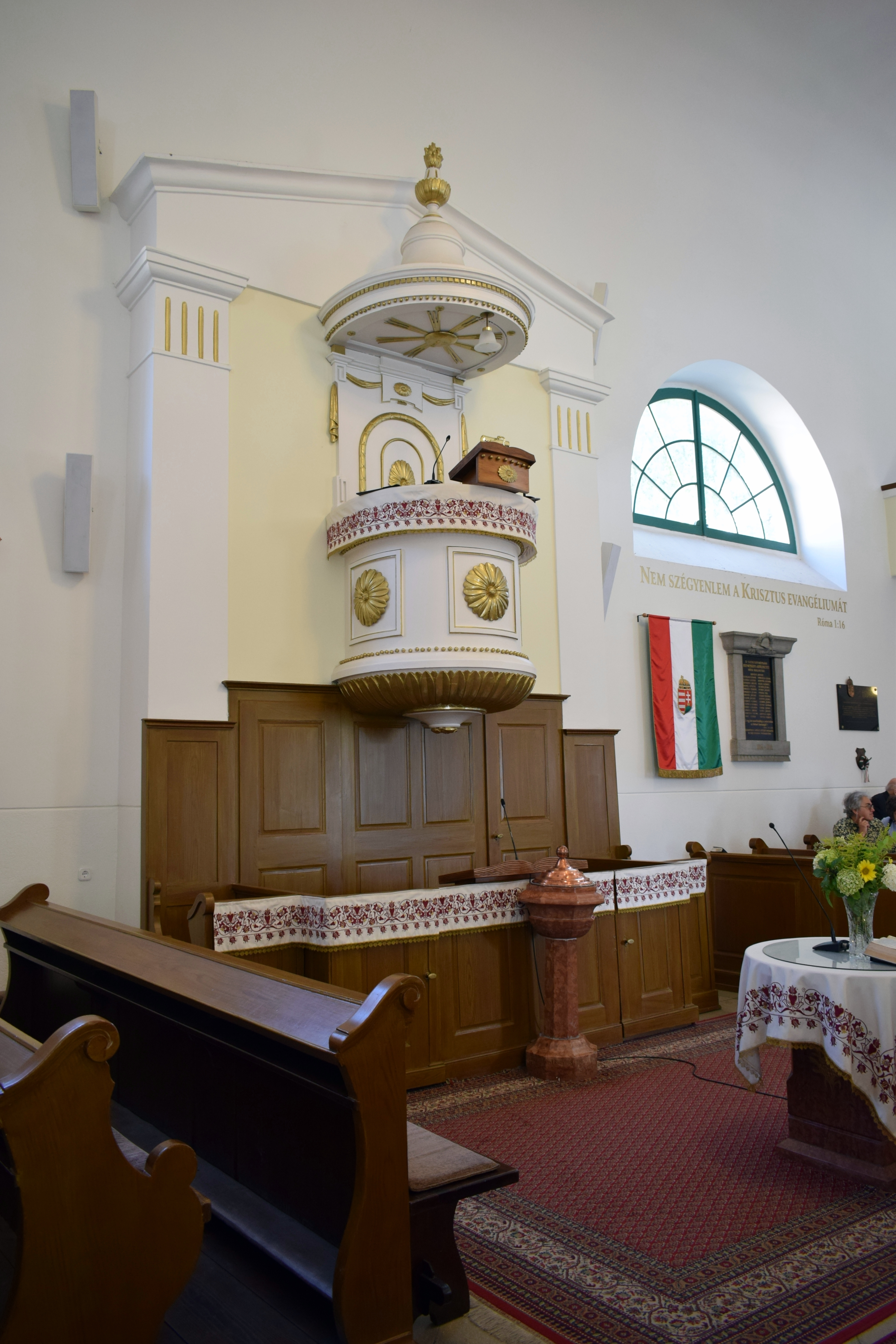
A szószék és az úrasztala
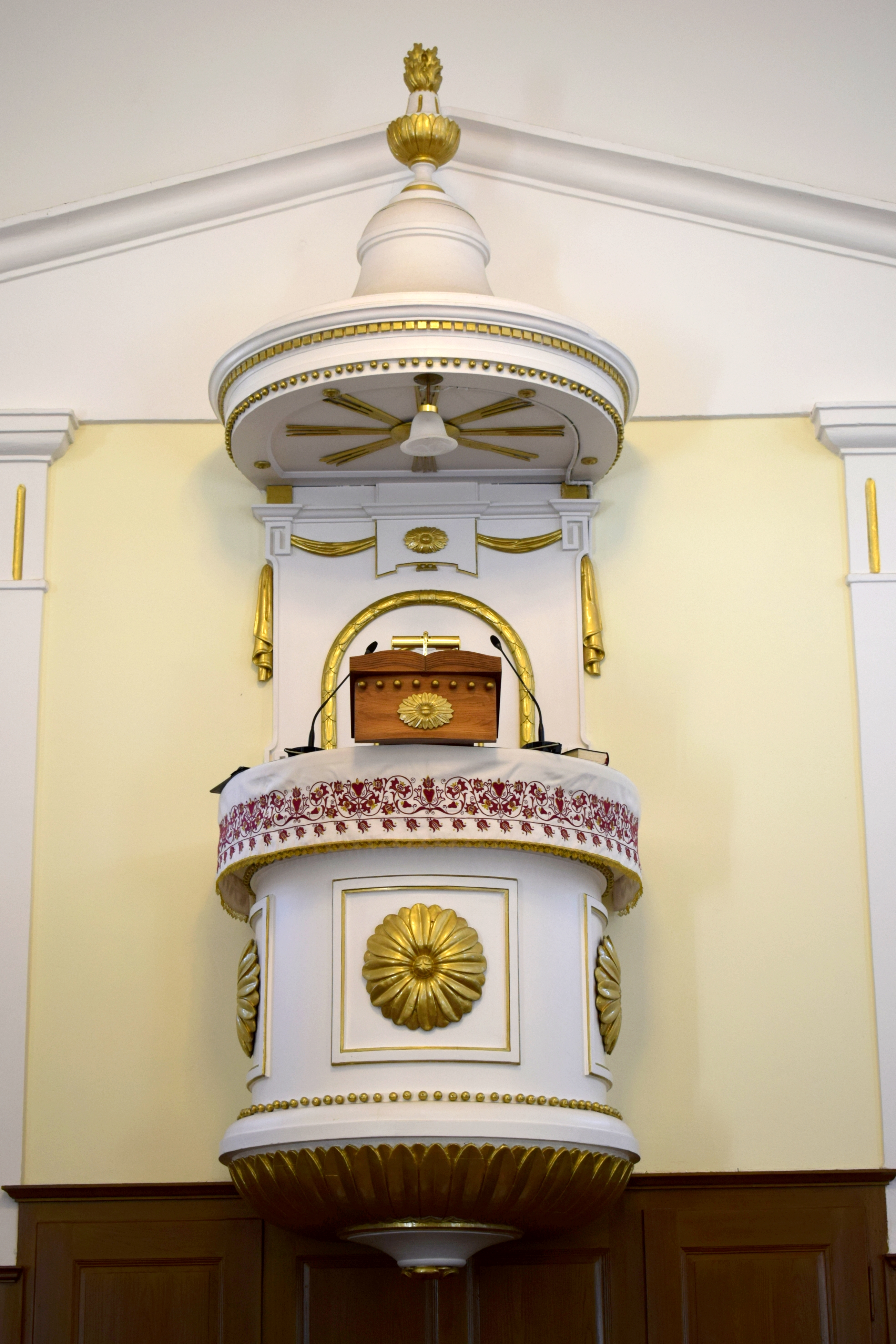
A szószék